# Berango

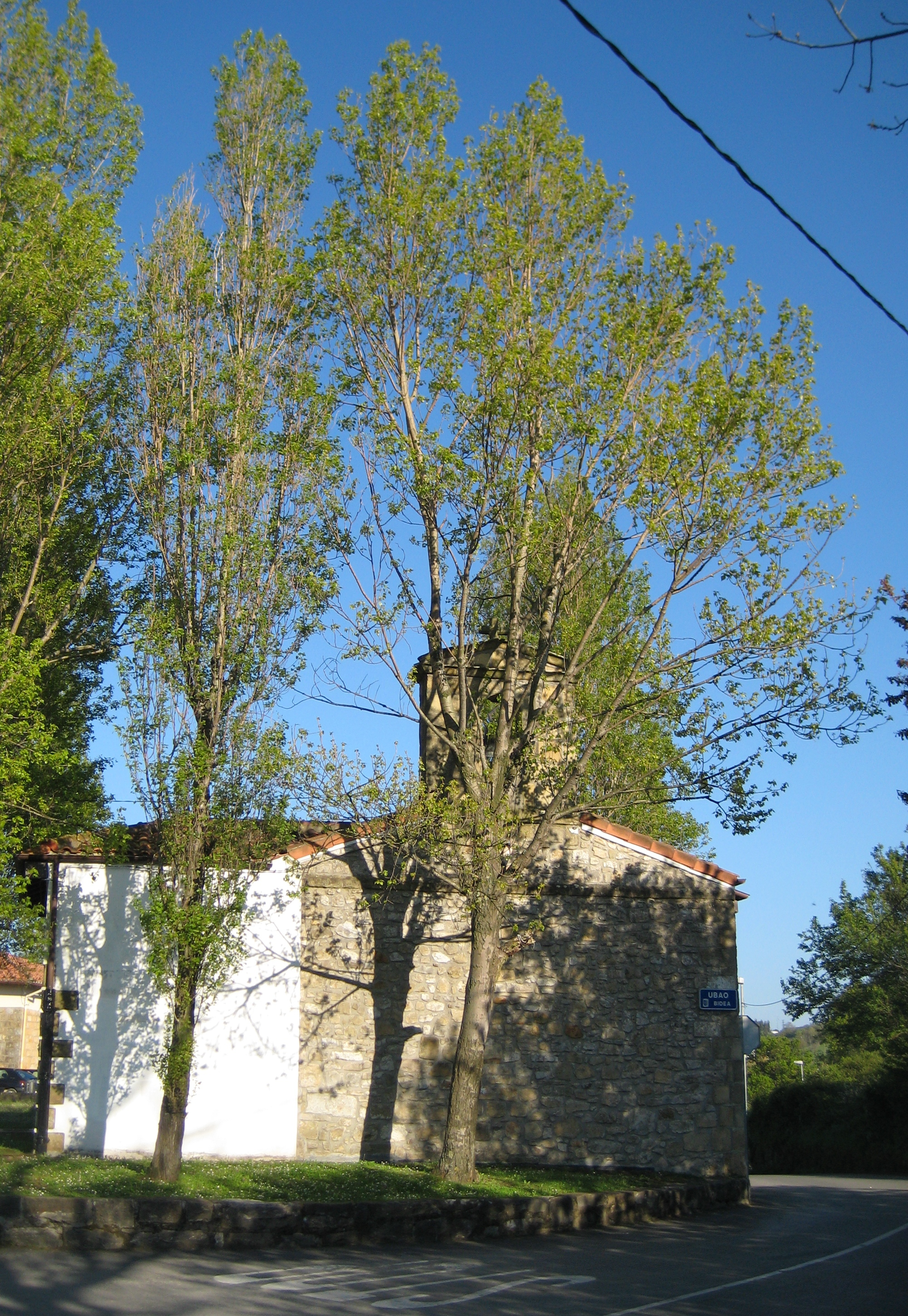
Ermitage de Sainte-Anne à Berango

Berango est une commune de Biscaye dans la communauté autonome du Pays basque en Espagne.

## Géographie
Berango est limité au Nord par Sopela, au Nord-Est par Urduliz, au Sud-Est par Erandio et à l’Ouest par Getxo. Dans cette zone de matériaux éocéniques sur lesquels l’érosion a travaillé un paysage ouvert, se détachent uniquement quelques collines comme les montagnes Munarrikolanda (256 m), Saiherri (197 m) et Agirremendi (154 m). La rivière Gobela parcourt une partie de la commune et se jette sur la baie de l’Abra. Elle reçoit les cours d’eau de Larrañazubi et de nombreuses sources naturelles.
La commune se divise en deux quartiers, celui de Berango et Baserri-Santa Ana.

## Histoire
L’histoire de Berango remonte à 4 000 ans. À cette époque l’homme préhistorique se trouvait dans la bande côtière qui s’étend depuis la ria de Plentzia jusqu’à la rivière de Bilbao. Des restes d’outils en silex ont été trouvés, ainsi que les restes de tumulus funéraires à Munarrikolanda, dans lesquels ils enterraient leurs morts et datant de quelque 3 000 ou 4 000 ans.
Avant que commence notre ère, les habitants de Berango étaient considérés comme appartenant à la tribu basque des Caristes, parce que ceux-ci, selon Strabon étaient installés dans un territoire étendu, délimité par les localités que nous connaissons aujourd’hui comme Deba, Getxo, Treviño et Miranda de Ebro.
Une grande partie des terres qu’occupaient les Caristes s’appellera plus tard la Biscaye, nom qui est déjà mentionné dans un document daté d’autour de l’année 900.
De l’époque médiévale ne restent que la maison-tour, en soulignant, sa conservation et son antiquité, celle d’Otxandategi qui a pu avoir été demandé de construire dans la première moitié du XIIIe siècle. Sur la porte d’accès vers intérieur on peut voir, taillé dans la pierre, un blason d’armes qui symbolise la liaison d’une héritière de cette maison avec le V Seigneur de Butron, vers 1370, et qui, il y a une décennie a été adopté par le village comme son blason distinctif.
Le premier témoignage documenté sur l’existence de l’église paroissiale remonte en 1416, bien que Iturriza aille plus loin et assure qu’il a été construit par ses feligreses diviseros, au XIIe siècle. Quant à l’ermitage de Santa Ana, on a trouvé un document qui révèle qu’il a été construit en 1627.
L’antiquité des fermes, équivalent à l’antiquité des noms de famille autochtones parce que ceux-ci sont nés des noms de ces dernières, remonte vers le milieu du XVe siècle.
Parmi les huit moulins à farine qu’il y a eu à Berango, il faut souligner de par son ancienneté, constatée avec documentation, celui de Poza. Ce moulin, a été connu comme les aseñas de Poza de Merana ce qui, dans la première moitié du XIVe siècle, a hérité Doña Mencía. Don de son père, grâce à sa femme, la fille d'Iñigo Ortiz de Ibargoen, mort dans la lutte d’Altamira en 1275.
Berango a aussi été touché en vivant les drames des vicissitudes guerrières, particulièrement dans les batailles dans lesquelles sont intervenus les Ibargoen et les Butrón pendant les XIIIe, XIVe et XVe siècles.
Sur le nombre d’habitants qu’a eu Berango, au fil du temps, il n’y a des données fiables qu’à partir de 1515. La croissance antérieure à 1960 a été très lente étant donné l’émigration vers des zones comme l’Amérique. Dans les années 1960 et 1970, le processus d’industrialisation a été vertigineux. La crise des années 1980 a freiné l’augmentation démographique. En janvier 2005 on enregistrait une population de 5 925 habitants.

## Économie
- Secteur primaire : C’était le moyen de vie traditionnel, aujourd’hui pratiquement disparu. Beaucoup d’hommes étaient employés comme marins dans les ports proches, et dans les fermes on récoltait le blé, le maïs, les haricots et le raisin des vignes pour Txakoli.
- Secteur Secondaire : On faisait anciennement du charbon végétal pour les forges proches, et les carrières de grès étaient communes. Au début du XXe siècle on a essayé d’exploiter des mines de fer et d’étain, mais elles ont dû fermer. Actuellement, l’industrie la plus importante est celle de la métallurgie et la mécanique de précision.
- Secteur tertiaire : De nos jours, c’est celui qui prédomine (54 % de la population).

## Patrimoine

### Patrimoine civil
- Ensemble mégalithique de Munarrikolanda. Situé dans les limites entre Berango et Sopela, comprend cinq tumulus circulaires en grès et terre, et un dolmen où on conserve trois Lauzes déposées en angle. Ces monuments funéraires remontent au Chalcolithique.

### Patrimoine religieux
- Église de Saint-Domingue de Guzmán (XVIIIe siècle). Cet ouvrage de Fray Marcos de Santa Teresa a été édifiée sur une ancienne paroisse de San Lorenzo (XIIe), de laquelle elle a conservé les sépultures. À la fin du XIXe siècle elle a été reconstruite sous la direction de Basterra. Celui-ci a laissé les parois originales, les quatre tronçons, la tête droite et le corps inférieur de la tour. Il a doté le bâtiment d’un air néo-médiéval, ainsi que neo-Renaissance où s’ouvre le porche à la place. À l’intérieur, le mausolée de marbre est remarquable, œuvre de Mentxaka en honneur aux frères Otxandategi. Mais le signe d’identité de la commune est la tour, avec la tension verticale le mât et de la lanterne aiguë pour soutenir la croix.
- Ermitage de Santa Ana (XVIIIe siècle). Bâtiment baroque avec façade ouverte et abritée par un porche. Il a été construit par les frères Landazabal et Andres Alzaga sur un temple du XVIIe siècle.
- Cimetière (1949). Son portail tetrástila dorique a un écran apaisé couverte avec fronton triangulaire très tombé. Il constitue un ensemble spectaculaire qui recourt à l’ancien style gréco-latin, typique des nombreuses constructions de la zone.

## Personnalités liées à la commune
- Simón Pedro d'Otxandategi : architecte de l’actuelle tour de l’église et le bâtiment de la Casa Consistorial.
- Ricardo Otxoa : cycliste professionnel
- Javier Otxoa : cycliste professionnel

### Sources
- (es) Cet article est partiellement ou en totalité issu de l’article de Wikipédia en espagnol intitulé « Berango » (voir la liste des auteurs).